# Sonate K. 307
La sonate K. 307 (F.255/L.115) en mi bémol majeur est une œuvre pour clavier du compositeur italien Domenico Scarlatti.

## Présentation
La sonate K. 307 en mi bémol majeur, notée Allegro, forme une paire avec la sonate précédente.

Le manuscrit principal est le numéro 12 du volume VI de Venise (1753), copié pour Maria Barbara ; les autres sont Parme VIII 6.

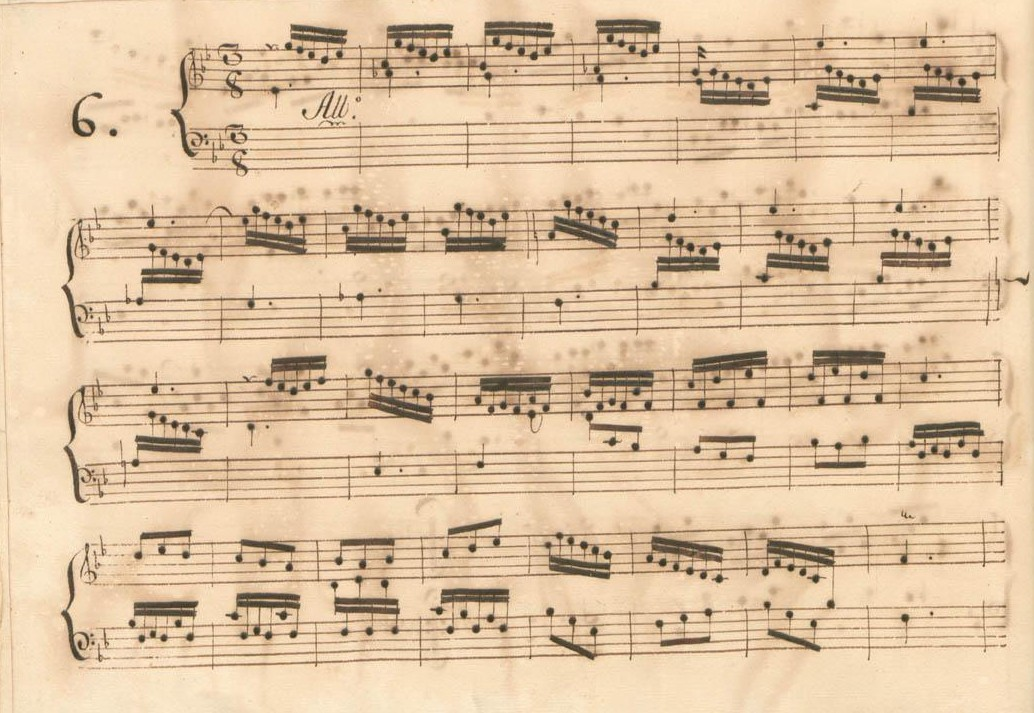
Parme VIII 6.
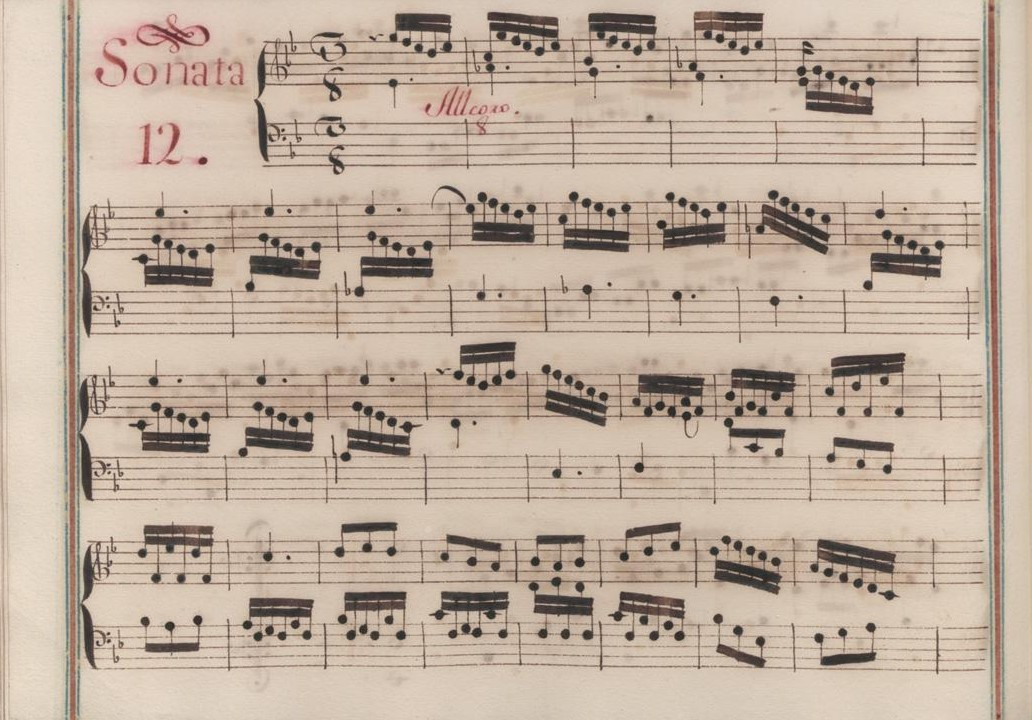
Venise VI 12.
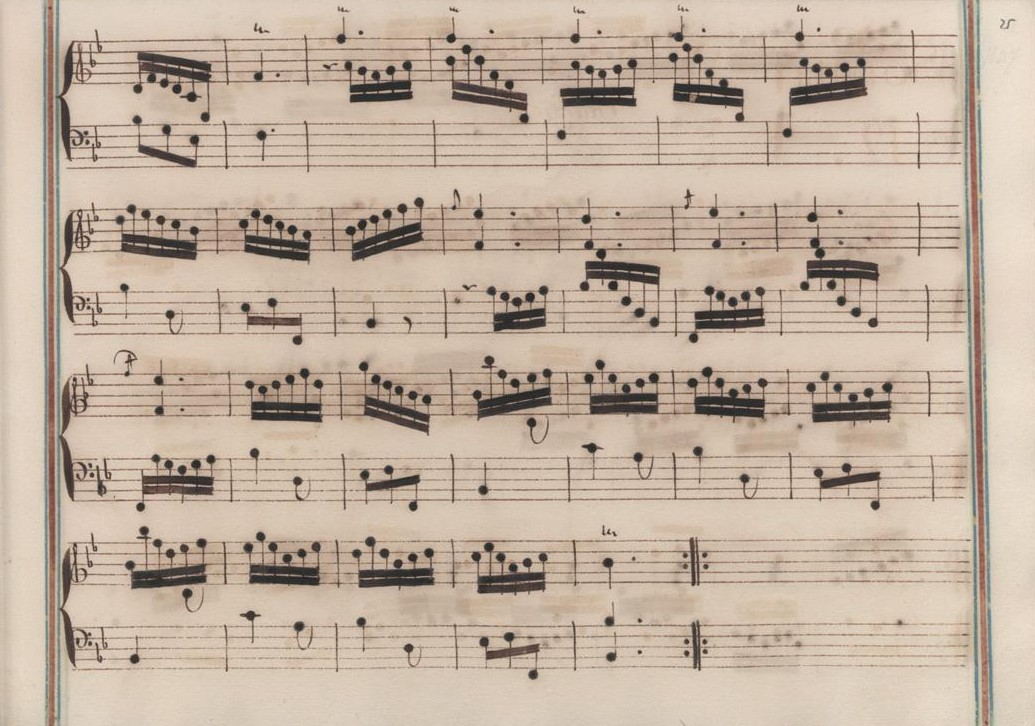
Venise VI 12 (fin de la première section)

## Interprètes
La sonate K. 307 est défendue au piano, notamment par Carlo Grante (2012, Music & Arts, vol. 3) et Pascal Pascaleff (2020, Naxos, vol. 25) ; au clavecin par Luciano Sgrizzi (1964, Accord), Scott Ross (1985, Erato), Richard Lester (2003, Nimbus, vol. 3) et Pieter-Jan Belder (Brilliant Classics).

## Sources
: document utilisé comme source pour la rédaction de cet article.
- Ralph Kirkpatrick (trad. de l'anglais par Dennis Collins), Domenico Scarlatti, Paris, Lattès, coll. « Musique et Musiciens », 1982 (1re éd. 1953 (en)), 493 p. (ISBN 978-2-7096-0118-4, OCLC 954954205, BNF 34689181).
- Alain de Chambure, « Domenico Scarlatti : Intégrale des sonates — Scott Ross », Erato (2564-62092-2), 1985 (OCLC 891183737) .